# Martyn Irvine
Martyn Irvine (Newtownards, 6 juni 1985) is een Iers voormalig professioneel baan- en wegwielrenner die in 2017 zijn carrière beëindigde bij Aqua Blue Sport. In 2013 werd hij wereldkampioen op het onderdeel scratch.

## Baanwielrennen

### Palmares
| Jaar  | IK                            | EK                | WK                                           | Overig                        |
| Elite | Elite                         | Elite             | Elite                                        | Elite                         |
| ----- | ----------------------------- | ----------------- | -------------------------------------------- | ----------------------------- |
| 2010  | 1km · Achtervolging           | 9e Omnium         | 13e Ploegenachtervolging                     |                               |
| 2011  | 1km · Achtervolging · Scratch | 5e Omnium         | 10e Omnium                                   |                               |
| 2012  |                               |                   | 7e Omnium                                    | Olympische Spelen: 13e Omnium |
| 2013  | Achtervolging · Scratch       | Omnium            | Scratch · Achtervolging                      | WB Manchester: · Puntenkoers  |
| 2014  |                               | 10e Omnium        | Scratch · 6e Puntenkoers · 12e Achtervolging |                               |
| 2015  |                               | 10e Achtervolging | 10e Scratch                                  |                               |

## Wegwielrennen

### Overwinningen
2011
- 7e etappe An Post Rás

## Ploegen
- 2006 –  Sean Kelly ACLVB-M.Donnelly Team (vanaf 1-9)
- 2008 –  Pezula Racing
- 2011 –  Giant Kenda Cycling Team
- 2012 –  RTS Racing Team
- 2013 –  UnitedHealthcare Pro Cycling Team
- 2014 –  UnitedHealthcare Professional Cycling Team
- 2015 –  Madison Genesis
- 2017 –  Aqua Blue Sport (vanaf 1-4)

Aiken · Bogaerts · T.Cassidy · M.Cassidy · M.Concannon · E.Concannon · Connor · Cosyn · Desaever · Irvine · Kelly · McQuaid · Minne · O'Brien · Schoonacker · Schoonjans · Stofferis · Vandekerckhove
Blythe · Brammeier · Christian · Denifl · Dunne · Fenn · Gate · Hansen · Howard · Irvine · Koning · Kreder · Nordhaug · Pearson · Warbasse · Watson